# Вервино
Вервино — хутор в Черновском сельском поселении Сланцевском районе Ленинградской области.

## История

Хутор Вервино на карте 1937 года

По данным 1933 и 1966 годов хутор Вервино входил в состав Черновского сельсовета Кингисеппского района.
По данным 1973 и 1990 годов хутор Вервино входил в состав Черновского сельсовета Сланцевского района.
В 1997 году на хуторе Вервино Черновской волости проживали 6 человек, в 2002 году — 7 человек (все русские).
В 2007 и 2010 годах на хуторе Вервино Черновского СП проживали 10 человек.

## География
Хутор расположен в северной части района на автодороге 41К-005 (Псков — Краколье).
Расстояние до административного центра поселения — 8 км.
Расстояние до ближайшей железнодорожной станции Вервёнка — 1,5 км.

## Демография
| 2007 | 2010 | 2017 |
| ---- | ---- | ---- |
| 10   | →10  | ↘9   |